# Plac dr. E. Łuczkowskiego w Chełmie
Plac doktora Edwarda Łuczkowskiego w Chełmie – dawny rynek staromiejski, znajdujący się na Śródmieściu. Plac leży przy głównej historycznej arterii miasta – ulicy Lubelskiej.

## Historia
Początki rynku noszącego dziś nazwę dr. E. Łuczkowskiego sięgają XIII wieku, kiedy w czasach panowania Daniela Romanowicza, na zachodnim stoku wzgórza osiedlili się rzemieślnicy i kupcy. W okolicach zamku znajdowały się również inne osady, lecz ze względu na dogodne położenie – przy głównej drodze, która stała się wiele lat później ulicą Lubelską – to właśnie osada znajdująca się na terenie dzisiejszego placu dr. E. Łuczkowskiego rozwinęła się najbardziej i z czasem przekształciła się w podgrodzie.
Prawdopodobnie w okolicach 1392 roku, kiedy miejsce miała lokacja miasta, na środku placu powstał ratusz miejski. Potwierdzają to badania archeologiczne, zgodnie z którymi już w XIV wieku istniał tam budynek w kształcie wieży. Następnie w miejscu pierwotnej budowli stanęła w XIV wieku (choć pierwsza wzmianka pisemna pochodzi z 1619 r.) kolejna, tym razem dwupiętrowa wieża z zegarem, w której mieściły się kramy chełmskich kupców oraz znajdowało się archiwum miejskie, a w późniejszym czasie odwach. 
Wśród innych znaczących budynków znajdujących się w obrębie rynku należy wymienić nieistniejący dziś kościół pw. Najświętszej Marii Panny, przejęty w XIV w. przez dominikanów. Kościół znajdował się po północnej stronie placu. Na początku XV w. po zachodniej stronie placu wybudowano kościół pw. Rozesłania Świętych Apostołów, będący wyrazem wdzięczności za zasługi chorągwi chełmskiej w czasie bitwy pod Grunwaldem. W okolicach rynku znajdowała się również synagoga. 

Prawdopodobny wygląd chorągwi chełmskiej, która przyczyniła się do zwycięstwa Polski w bitwie pod Grunwaldem

W XVIII wieku rynek pełnił głównie funkcje handlowe. Organizowano tam także jarmarki. W tym czasie plac ten określano mianem Rynku lub ul. Rynkowej.
Duże zmiany w zakresie funkcjonowania placu przyniosły skutki wielkiego pożaru miasta z 1788 roku, w czasie którego spaleniu uległ ratusz, ok. 120 domów i wszystkie kramy. Po pożarze zabroniono budowania drewnianych domów w centrum miasta, wprowadzono regulacje rynku, odcinka ulicy Lubelskiej w jego obrębie i wyznaczono 9 ulic poprzecznych. Po tych zmianach plac osiągnął wymiary ok. 150 m długości na 60 m szerokości w centralnym miejscu. W tym czasie pojawiła się pierzeja wschodnia, a na placu pojawiły się chodniki i bruk.
W 1852 roku ostatecznie rozebrano ratusz miejski, który spalił się cztery lata wcześniej. Miejsce ratusza w czasie powstania styczniowego zajął tzw. Okrąglak, czyli budynek w zaokrąglonym kształcie, w którym mieściły się sklepiki żydowskie. Budynek istniał do II wojny światowej.
Pod koniec XIX wieku rynek zaczął tracić część swojej handlowej funkcji na rzecz przeniesionego targowiska na dzisiejszą ulicę Lwowską, zwaną w owym czasie Pokrowską. Powstała północna pierzeja rynku, dzięki czemu stał się on bardziej reprezentacyjny. W tym czasie północna część rynku określana była jako „Mały Rynek”, a sklepy znajdujące się w okrąglaku posługiwały się adresem Rynek, podczas gdy budynki znajdujące się przy południowej pierzei posługiwały się adresem ul. Lubelskiej.
11 listopada 1930 roku w zachodniej części rynku odsłonięto pomnik Poległych za Ojczyznę, na cześć mieszkańców Chełma biorących udział w walkach o uzyskanie niepodległości.
W 1932 r. Małemu Rynkowi nadano imię zmarłego w tym samym roku chełmskiego społecznika – dr. Edwarda Łuczkowskiego.
Decyzja o rozbiórce okrąglaka została podjęta przed wybuchem II wojny światowej i podyktowana była jego bardzo złym stanem technicznym. Rozbiórkę dokończono w czasie okupacji niemieckiej, a w jego miejscu w 1953 roku powstał skwer. W czasie wojny zniszczeniom uległa część kamienic i odsłonięty w 1930 roku pomnik, którego pozostałości rozebrano w latach 50. W tym czasie placowi nadano nazwę placu Konstytucji.
W 1988 roku odbudowano rozebrany ponad 50 lat wcześniej pomnik Poległych za Ojczyznę, a uchwałą Rady Miasta Chełma z 2 kwietnia 1992 roku plac odzyskał przedwojenną nazwę. 
W 2001 roku przebudowano plac, a podczas prac z tym związanych m.in. odsłonięto fundamenty dawnego ratusza i wyeksponowano pozostałości dawnych kamienic starosty, a także zrekonstruowano studnię staromiejską.
W latach 2022–2023 przeprowadzono prace rewitalizacyjne placu dr. E. Łuczkowskiego. W czasie prac wyremontowano m.in. replikę zabytkowej studni.

## Charakterystyka
Z uwagi na fakt, iż w przeciwieństwie do miast lokowanych w innych częściach ówczesnej Polski, Chełm nie został regularnie rozplanowany, początkowo główny rynek miasta przybrał kształt wydłużonego prostokąta, przechodząc w kształt wrzeciona. Kształt zachował się po lokacji miasta. Rynek rozciągał się wtedy najprawdopodobniej od Góry Chełmskiej do okolic dzisiejszego kościoła pw. Rozesłania Świętych Apostołów.

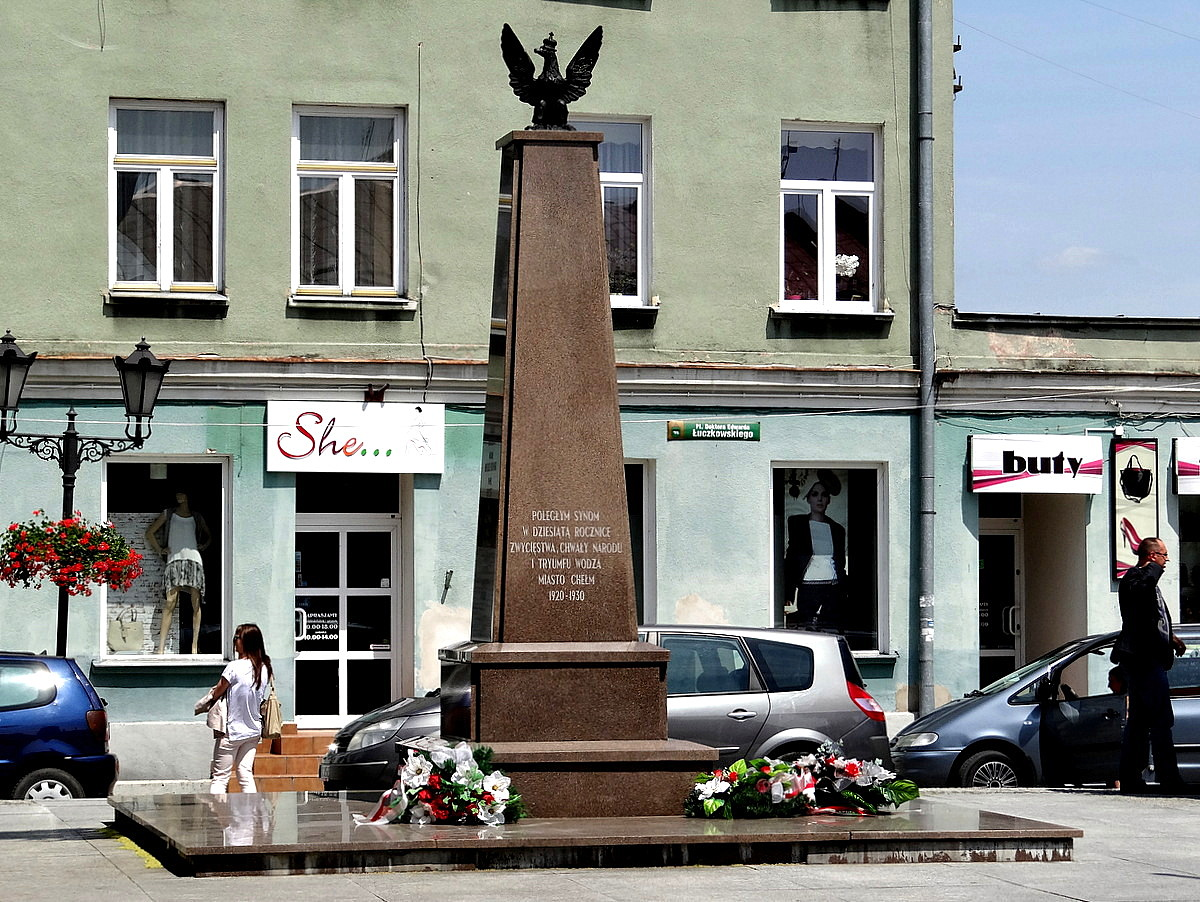
Odbudowany w 1988 roku pomnik Poległych za Ojczyznę (2014)

Na kamienicy pod numerem 5 znajduje się pamiątkowa tablica upamiętniająca dr. E. Łuczkowskiego. Została ona ufundowana w 1985 roku przez Zarząd Wojewódzki PTTK.